# Кировоградская улица (Москва)
Кировогра́дская у́лица (название утверждено в 1968 году) — улица в Южном административном округе города Москвы на территории районов Чертаново Северное, Чертаново Центральное и Чертаново Южное. Пролегает от Сумского проезда до улицы Академика Янгеля. Нумерация домов начинается от Сумского проезда.

## Происхождение названия
Названа по советскому названию (Кировоград) города Кропивницкий, областного центра Кировоградской области (Украина), в связи с расположением на юге Москвы среди улиц, носящих названия по географическим объектам Украины. В 1965 году названия, связанные с Крымом и югом Украины, получил «куст» улиц в Зюзине (севернее Балаклавского проспекта), и улицы в Чертанове в 1968 году получили названия по областным центрам (Сумы, Днепропетровск, Кировоград), не использованным ранее.

## История
Чётная (западная) сторона улицы была застроена жилыми домами одновременно с общей застройкой Чертанова в конце 1960-х годов. В 1983 году была открыта первая очередь Серпуховской линии метрополитена (до станции Южная), а в 1985 году линия была продлена до станции Пражская. После этого, в конце 1980-х годов и позже, нечётная (восточная) сторона улицы, бывший пустырь между Кировоградской улицей и Варшавским шоссе, была застроена всевозможными рынками и торговыми центрами.
Между домами 8к4 и 10к2, в сквере, расположен памятник погибшим лётчикам, — объект культурного наследия народов России регионального значения 771431306180005. 12 октября 1941 года бомбардировщик СБ-2 173-го бомбардировочного авиаполка 77-й САД был подбит при выполнении боевого задания в районе Медыни. Экипажу не удалось довести повреждённую машину до аэродрома базирования в Остафьево, самолёт упал и развалился на аэродроме в Чертаново. Все члены экипажа бомбардировщика погибли.
В 1968 году в газете «Вечерняя Москва» появилась заметка о находке останков самолёта и экипажа на Кировоградской улице. При прокладке кабеля экскаватор зацепил ковшом металлический лист, который оказался частью обшивки самолета с хорошо различимой красной звездой. Осенью 1971 года на месте гибели отважных лётчиков был установлен памятный знак с табличкой.
Стараниями ветеранов Великой Отечественной войны на месте обелиска был возведён и обустроен небольшой мемориальный комплекс. Торжественное открытие состоялось 9 мая 1995 года. Авторы мемориала скульптор А. М. Рылеев и архитектор М. И. Судаков. Постановлениями Правительства Москвы № 1173 от 21.12.1999 г. и 66-ПП от 16.03.2011 г., мемориал включен в перечень объектов, подлежащих охране как памятник истории города Москвы. На бетонном постаменте, основание которого облицовано плитами красного гранита, установлены мраморные таблички с портретами и именами героев. Рядом, на постаменте из чёрного гранита установлено вертикально металлическое крыло самолёта с красной звездой, пропеллером и памятными досками из мрамора. Имена героев:
- командир звена, пилот, лейтенант Юрий Петрович Тихомиров (1919—1941);
- стрелок-бомбардир-наблюдатель, лейтенант Алексей Яковлевич Ончуров (1918—1941);
- стрелок-радист, сержант Павел Александрович Ворона (1919—1941).

## Здания и сооружения
- У входа на станцию метро Пражская находится скульптурная композиция «Интеркосмос» (скульптор Я. Гана)

По нечётной стороне:
- № 1, стр. 2 — Научно-производственное объединение «Прибор»
- № 3 — Национальный институт авиационных технологий
- № 5 — Центр досуга и спорта «Энергия.ru»
- № 5А — Школа № 1623, здание № 4
- № 9, корп. 1 — Торговый центр «Акварель»
- № 9А — Школа № 1623, здание № 3
- № 11, стр. 1 — Колледж Мосэнерго
- № 13 — Торговый центр «Каренфор»
- № 13А — Торговый центр «Columbus»
- № 15 — Торговый центр «Электронный рай»
- № 17, корп. 1Б — Отделение почтовой связи 117519
- № 21 — Школа № 1245, здание № 3
- № 23 — Московский многопрофильный техникум им. Л. Б. Красина
- № 25, корп. 1 — студенческое общежитие Российского государственного гуманитарного университета.
- № 25, корп. 2 — Факультет защиты информации Российского государственного гуманитарного университета.

По чётной стороне:
- № 6А, корп. 1, 2 — Школа № 851, дошкольное отделение
- № 6Б — Школа № 851
- № 8Б — Школа № 851, дошкольное отделение компенсирующего вида
- № 8Г — Школа № 851
- № 14 — Торговый центр «Глобал Сити»
- № 18 — Школа № 1582, дошкольное отделение № 2
- № 20, корп. 4 — Гимназия № 1582, дошкольное отделение № 3
- № 24А — Торговый центр «Пражский град»
- № 28А — Школа № 879, ОДО № 1
- № 30А — Школа № 1582
- № 32 — Гостиница «Эридан»
- № 42А — Школа № 504, дошкольное отделение «Кораблик»
- № 42Б — Школа № 1245, здание № 2
- № 42 корп. 2 — Школа № 1245, здание № 1
- № 44А — Начальная школа-детский сад № 1820
- № 44Б — Дом культуры «Гармония»
- № 44, корп. 2 — Библиотека № 4

## Транспорт
- Станции метрополитена (все станции принадлежат Серпуховско-Тимирязевской линии):
  - «Чертановская» — в 800 метрах от начала улицы.
  - «Южная» — на пересечении с Сумской и Днепропетровской улицами.
  - «Пражская» — на пересечении с улицей Красного Маяка.
  - «Улица Академика Янгеля» — в 300 метрах от конца улицы.
- Автобусы: м97, 938, 947 (проходит улицу полностью), с908, с929, с941, с970, с997.